# Hendrik Voogd
Hendrik Voogd (ur. 1768 w Amsterdamie, zm. 1839 w Rzymie) – holenderski malarz, tworzący we Włoszech. 
W 1788 wyjechał do Rzymu, osiadając w nim na stałe. Motywem przewodnim obrazów Voogda była natura, zwłaszcza pejzaże, drzewa oraz wodospady.